# قطار الثورة

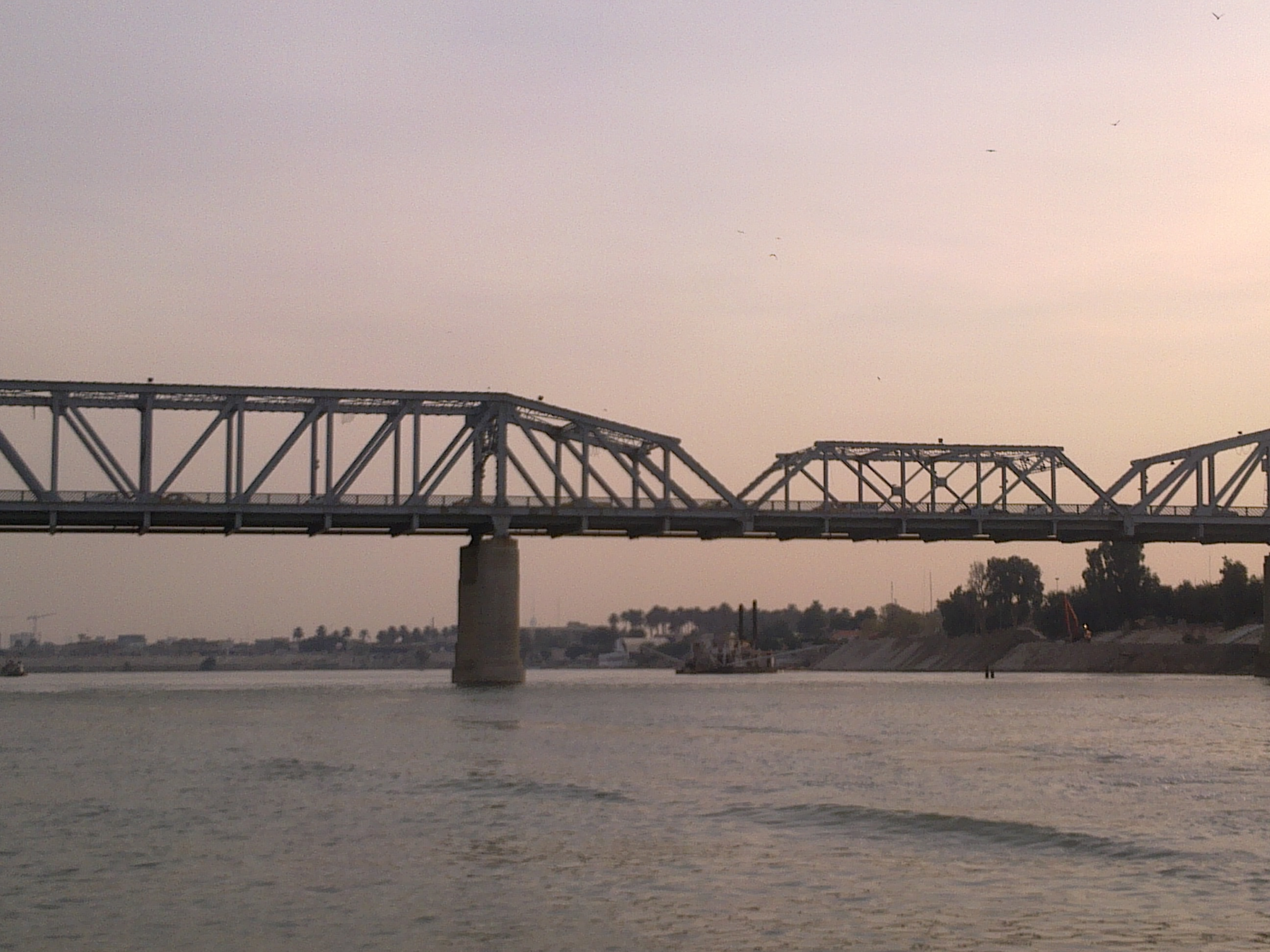
جسر الصرافية الحديدي أو جسر القطار

يعتبر قطار الثورة من تراث النقل العام الداخلي (داخل العاصمة بغداد) على خطوط سكك حديد العراق والتي لم يحدث سابقاً انه تم نقل الركاب داخل مدن أي محافظة عراقية منفردة بواسطة القطار سوى هذه المرة. وملخصها انه قد خصص قطار لنقل الركاب من شريحة العمال والطلبة، داخل مدينة بغداد حصراً، وذلك في نهاية سبعينيات القرن العشرين، حيث بدأ العمل في عام 1977م، إلى ان تم إلغائه في حزيران عام 1979م. وكان لغرض تخفيف الزخم والزحام في فترات الذروة على مركبات النقل العام. كان هذا القطار ينطلق من علاوي الحلة في جانب الكرخ من محطة غربي بغداد والمعروفة بمحطة بغداد المركزية في ساحة المتحف العراقي متجها إلى جانب الرصافة حيث يعبر نهر دجلة وهو يسير مرتفعاً على جسر الصرافية الحديدي والمعروف بجسر القطار، والذي أنشيء من قبل الإنكليز عام 1946م، وفي عام 1950م، تحول إلى جسر لعبور القطارات،  وبعد الجسر يبقى االقطار مرتفعاً محمولاً على قواعد جسر ذو عوارض حديدية تتخللها عوارض خرسانية عملاقة، لاتزال باقية منتصبة، ليقف في نهايتها كمحطة لنزول وصعود الركاب وتقع أمام معهد الفنون الجميلة وعلى يمينها مقبرة الإنكليز، بعدها يقف في محطة شرقي بغداد في منطقة النهضة، ليواصل سيره ليتوقف بمحطة الحبيبية في حي المثنى أو ساحة باص رقم (71) والتي تعرف الآن بساحة الحمزة، ثم يتقدم ومزارع الخضراوات تمتد على جانبيه وعندها يقف في محطة الثورة مقابل نهاية قطاع (55)، ومحاذياً إلى تلول الحبيبية الأثرية،  والتي تم ازالة بعضها لاحقاً ليقوم عليها معمل السكائر الحالي، ثم يسير إلى محطته الأخيرة في الرشاد المعروفة بالشماعية، نسبة إلى عائلة الشماع، ليقفل راجعاً بنفس خط سيره، والجدير بالذكر انه في نفس الفترة قد إكتملت مخططات مشروع إنشاء مترو بغداد المعلق والأرضي لتخفيف زخم النقل العام مستقبلاً.
يتكون قطار الثورة من قاطرة (ماكنة) بخارية تعمل بوقود الفحم، تسحب ورائها خمس عربات، ذات مقاعد خشبية، وأبواب وشبابيك تفتح وتغلق يدوياً، كتب على واجهة العربة ألوسطى، باللون الأحمر وبالخط العريض وبحجم كبير {قطار الثورة}.
يسير القطار على خط سكة حديد بغداد - كركوك القديم وعلى الخط الضيق (المتري) والذي تم الغائه نهائياً فيما بعد، وقد كان مخصصاً حينها لنقل الجنود والمعدات العسكرية والوقود إلى كركوك.